# Who Do We Think We Are
Who Do We Think We Are е седмият студиен албум на британската рок група Дийп Пърпъл. Това е последният албум, който групата записва в класическия си състав (Гилън, Блекмор, Глоувър, Лорд, Пейс) до Perfect Strangers от 1984 г.
Въпреки че песента Woman From Tokyo става хит сингъл, групата е раздирана от вътрешни противоречия. Опитват се да стигнат нивото на предишните си три албума, но без успех. Независимо че стига до 4-то място в британските и 15-о  в американските музикални класации Who Do We Think We Are е разкъсан от критиката и не се продава добре (въпреки това групата е най-продаваната в САЩ за 1973 г.). След излизането на този албум Иън Гилън напуска групата, а след него това прави и Роджър Глоувър.
Дигитално ремастерирана версия на албума е издадена през 2000 г. First Day Jam е инструментал, изпълняван от Блекмор (на бас), Лорд и Пейс.

## Състав
- Иън Гилън – вокал
- Ричи Блекмор – китара
- Роджър Глоувър – бас китара
- Джон Лорд – орган, пиано, клавишни
- Иън Пейс – барабани